# Карбонат меди(I)
Карбонат меди(I) — неорганическое соединение,
соль меди и угольной кислоты с формулой Cu2CO3,
жёлтые кристаллы,
не растворяется в воде.

## Физические свойства
Карбонат меди(I) образует жёлтые кристаллы.
Не растворяется в воде.